# 坎波德圣佩德罗
坎波德圣佩德罗，是西班牙卡斯蒂利亚-莱昂塞戈维亚省的一个市镇。 总面积38平方公里，总人口358人（2001年），人口密度9人/平方公里。